# Федькович, Осип-Юрий Адальбертович

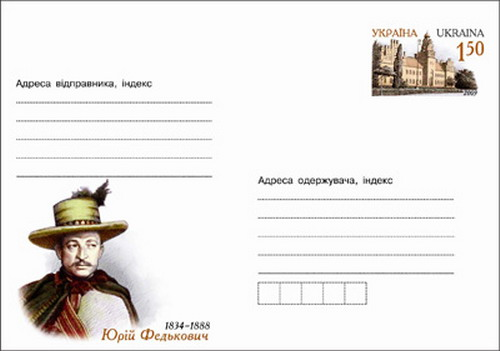
Художественный маркированный конверт Украины, посвящённый Ю. Федьковичу

О́сип-Ю́рий Адальбе́ртович Федько́вич (укр. Осип Домінік Гординський де Федькович, нем. Joseph Georg Fedkowicz; 8 августа 1834, Путила — 11 января 1888, Черновцы) — украинский писатель и поэт романтического направления, предвестник украинского национального возрождения в Буковине.

## Биография
Родился в семье небогатого служащего Адальберта Федьковича в городке Сторонце-Путилове в Австрийской империи (ныне посёлок городского типа Путила Черновицкой области). Учился в Черновицкой немецкой реальной школе (1846—1848), позже работал в Яссах и Пьятра-Нямце в Молдавском княжестве (1849—1852); проходил воинскую службу (1852—1863) в Трансильвании и в 1859 стал поручиком; тогда же участвовал в походе в Италию, во время которого написал первое стихотворение на украинском языке (прежде писал по-немецки) «Жильё» (1858). По увольнении с военной службы Федькович работал в родном селе, был школьным инспектором Вижницкого уезда (1869—1872). Приглашённый во Львов, Федькович в 1872—1873 годах работал редактором издательства «Просвещение» и театра «Русская Беседа». Последние годы провел в Черновцах, где в 1885—1888 был редактором газеты «Буковина». За заслуги на литературном поприще избран почётным членом Научного общества им. Тараса Шевченко. Умер 11 января 1888 в Черновцах, где и похоронен на Русском кладбище.

## Творчество
В поэтическом творчестве (сборник «Стихотворения» (1862 года), «Стихотворения» (1862—1867), «Стихотворения» (в 3 тт. 1867—1868), «Дикие мысли» (1876) и др.) Федькович совмещал влияния западно-европейского романтизма с буковинским фольклором. В его лирических стихах преобладает гуцульская тематика, в которой воспроизведены переживания солдат, оторванных от родного края, которые в отчаянии доходят до дезертирства или самоубийства: «Дезертир», «В аресте», «Рекрут», «Святой вечер». С этой темой тесно связана тоска гуцула о семье, доме, Родине: «Жильё», «Марш на Италию», «Под Кастенедело», «В Вероне», «Под Мадженто», «В церкви», и др. Поэмы Федьковича посвящены героическим подвигам повстанцев, мстителей за несправедливость народа: «Довбуш» (1862), «Юрий Гинда», «Лукьян Кобылица» (1865), «Киртчали», «Шипотские берёзы» и др. Часть поэтического творчества Федьковича обозначена влиянием Тараса Шевченко.
Большинство рассказов и повестей Федьковича раскрывают буйный мир гуцульской жизни, несчастной любви за отсутствием взаимности или другие препятствия: «Люба-Погибель» (1863), «Сердце не научить», «Днестровские кручи». К жолнёрской теме Федькович обращается и в прозе: «Штефан Славич», «Сафата Зинич», «Жовнярка», «Побратим» и др. На некоторых произведениях Федьковича сказалось влияние этнографизма Григория Квитки и разговорной манеры Марко Вовчок.
Кроме поэзии и прозы, Федькович писал драмы: бытовая комедия «Так вам нужно» (1865), историческая трагедия «Хмельницкий», мелодрама «Кормчий»; переработки чужих авторов: «Как козам рога исправляют» (по Шекспиру — «Укрощение строптивой»). Кроме этого, Федькович переводил драмы Шекспира «Гамлет», «Макбет». Удачной является его историческая драма «Довбуш», которую показывали на сценах в галицких и буковинских театров.

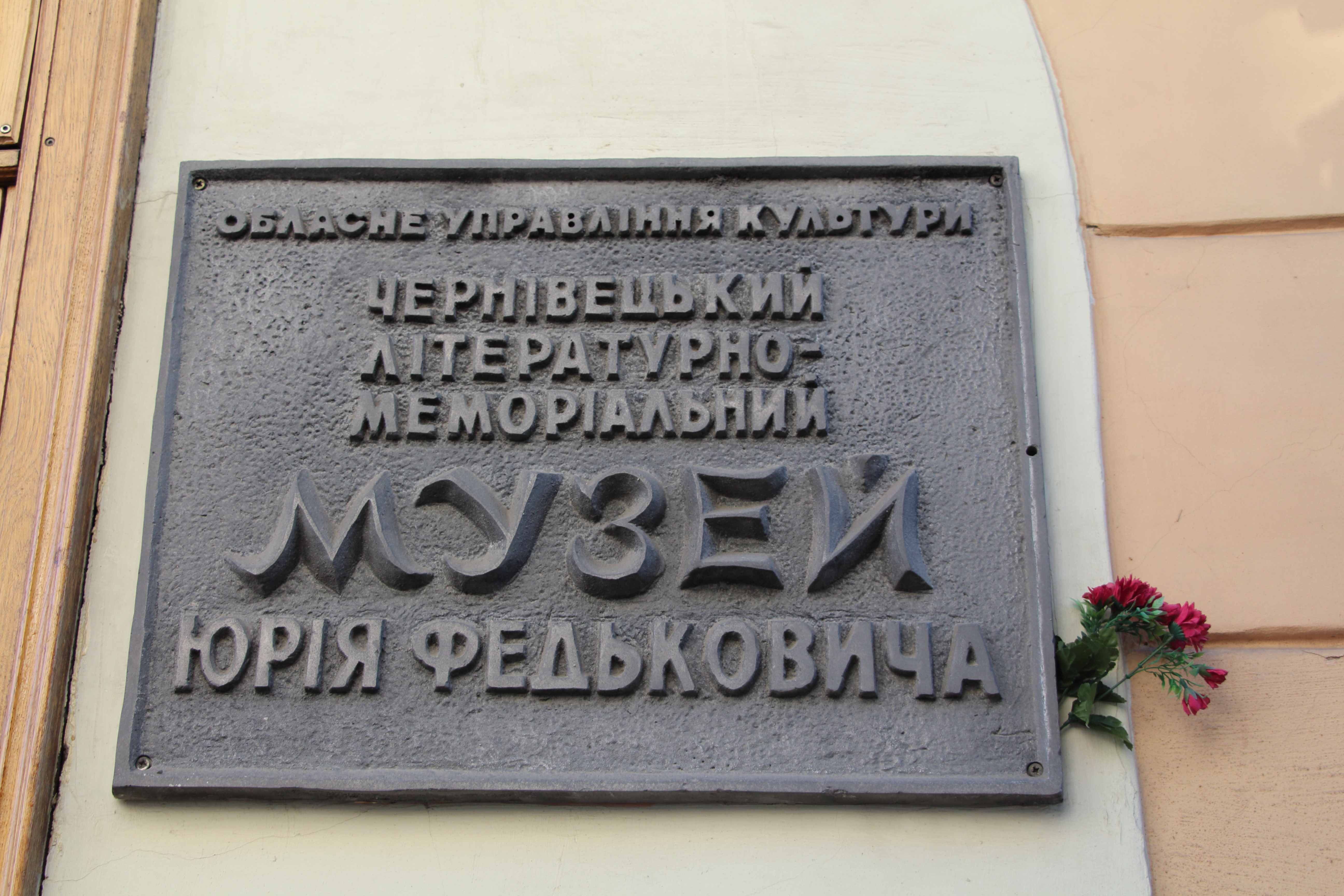
Музей Федьковича в Черновцах

Федькович писал стихи на немецком языке «Gedichte von J. Fedkowicz» (1865), «Am Tscheremusch. Gedichte eines Uzulen» (1882); переводил Гёте, Шиллера, Гейне, братьев Гримм, Пушкина, Андерсена и др.
Несмотря на определённые заимствования из поэзии Шевченко, а в прозе — из творчества Марко Вовчок, Федькович был талантливым, а до Ивана Франко крупнейшим писателем Западной Украины. Многие его песни, положенные на музыку, пользуются большой популярностью: «Окресны, Боян», «Как засяду круг чары», «Гуляли» и др.

## Память
Имя Федьковича присвоено Черновицкому Национальному университету.
В Черновцах работает Литературно-мемориальный музей писателя Юрия Федьковича. Этот музей расположен в самом центре Черновцов вблизи Соборной площади. Создан этот музей в 1945 году, некоторое время он размещался в одном из корпусов резиденции, где находится ЧНУ. Затем музей Федьковича функционировал в помещении краеведческого музея. В 2004 году музей перенесли в дом, где когда-то жил Федькович.
Музей имеет 9 экспозиционных залов и разделен на 2 части: одна посвящена литературе, а другая – мемуарам.